# Dasani
Dasani ist der Markenname eines Tafelwassers der Coca-Cola Company, das aus Leitungswasser hergestellt wird.

## Produkt
Bei Dasani handelt es sich nicht um natürliches Mineralwasser mit natürlichem Mineralienanteil, sondern um Trinkwasser in Form von Leitungswasser, welches künstlich mit Mineralstoffen angereichert wurde. Das Flaschenwasser wird auch in verschiedenen Geschmacksrichtungen angeboten (Zitrone, Erdbeere, Himbeere), dem Aromen und Süßstoff zugesetzt werden.
Außerhalb der USA vermarktet Coca-Cola ihr Tafelwasser teilweise auch unter anderen Markennamen, so etwa Aquarius in Brasilien. In Deutschland vertrieb die Coca-Cola GmbH bis 2018 das Tafelwasser Bonaqa, welches ebenfalls aus Leitungswasser hergestellt wurde. In der Schweiz bietet Coca-Cola bislang nur natürliches Mineralwasser unter dem Markennamen Valser an.
Die Markteinführung erfolgte in den USA im Jahr 1999, nachdem zunehmend Wasser eine Konkurrenz für den Süßgetränkehersteller darstellte, darunter insbesondere der Erfolg der Marke Aquafina des Konkurrenten PepsiCo.

## Vereinigtes Königreich
Am 10. Februar 2004 wurde Dasani in Großbritannien und Nordirland auf dem Markt gebracht. Dasani kam – wie dort erst im März 2004 bekannt wurde – aus dem normalen Trinkwassernetz aus Sidcup (im Südosten Londons) und wurde zur Standardisierung und geschmacklichen Anpassung mit Zusätzen von Mineralien angereichert. 2004 stand dem Verkaufspreis von 95 Pence für die 0,5-l-Flasche ein Endkundenpreis von 0,03 Pence für den halben Liter Leitungswasser in Sidcup gegenüber. Die Presseabteilung begründete den mehr als 3000-fachen Preis mit dem angeblich „ausgeklügelten Reinigungsprozess“ des Wassers, was für Hohn und Spott in der Presse sorgte und dem auch die örtlichen Wasserwerke entgegenhielten, dass ihr Leitungswasser nicht mehr gereinigt werden muss, da es keine Unreinheiten enthält und dies von amtlichen Prüfern bestätigt wurde. Die britische Nahrungsmittelbehörde Food Standards Agency kündigte Ermittlungen wegen der Behauptung an, Dasani wäre besonders rein, da dies bei Dasani, das mit Kalzium, Magnesium und Natron angereichert wird, nicht zulässig wäre.
Im Gegensatz zu Deutschland, wo diese Art von Wasser nur als Tafelwasser verkauft werden darf, existiert in Großbritannien diese Kategorie nicht.
Im März 2004 wurde bekannt, dass Dasani eine unzulässig hohe Konzentration von krebserregendem Bromat enthielt, welches im Zuge des Herstellungsprozesses beim Hinzufügen von Kalzium entsteht. Der Hersteller nahm daraufhin die komplette Marke im Vereinigten Königreich vom Markt.

## Frankreich und Deutschland
Für den 19. April 2004 war die Einführung von Dasani in Frankreich vorgesehen und im Mai 2004 sollte Deutschland folgen. Im März 2004 wurde das Vorhaben kurzfristig gestoppt und alle Pläne für die Einführung von Dasani in Europa mit der Begründung, der Zeitpunkt wäre „nicht optimal“, auf Eis gelegt.

## Kritik
Der Verbraucherschutz-Weltverband Consumers International hat Coca-Cola am 29. Oktober 2007 für ihren Etikettenschwindel einen Negativ-Preis verliehen, der für schlechte Produkte ausgelobt wird, da es sich bei Dasani trotz großen Werbeversprechen um nichts anderes als Leitungswasser handelt. Zudem würde der Konzern aus einem öffentlich zugänglichen Gut Profit schlagen, was ein unverantwortlicher Angriff auf das Grundrecht auf Wasser sei.

### Zusätze
Wasser mit Zusätzen wie beispielsweise Mineralien anzureichern, wird als unnötig bis kritisch angesehen. So ist beispielsweise kalkhaltiges Leitungswasser bereits sehr mineralstoffreich und zum Trinken kein mit Mineralien angereichertes Wasser mehr nötig. Im Fall von Dasani wurde speziell der hohe Gehalt an Kaliumchlorid kritisiert. In einem von der südkoreanischen Seoul Times veröffentlichten Bericht von Stephen Fox gab dieser an, dass bereits mehrere Flaschen Dasani am Tag Herzrhythmusstörungen, Schweißausbrüche, Übelkeit oder Krämpfe hervorrufen könnten.